# 공중충돌방지장치

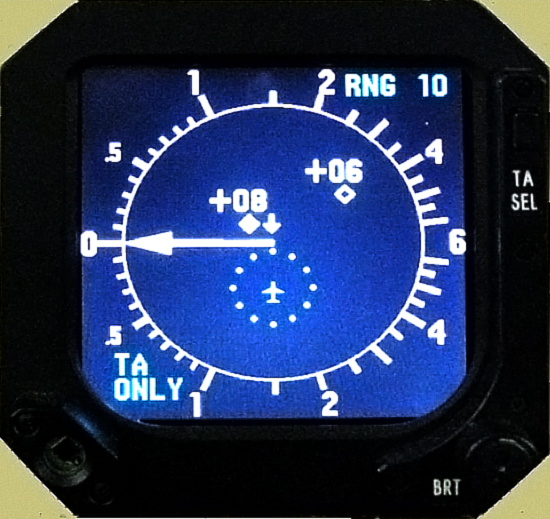
TCAS와 IVSI 계기

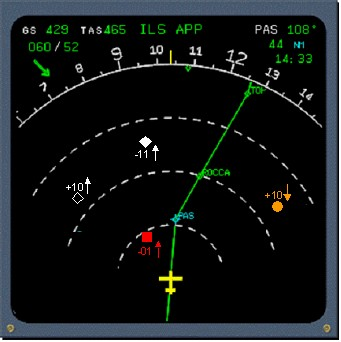
다른 비행기가 표시된 네비게이션 디스플레이의 모습. 충돌 가능성이 높은 항공기를 색으로 분류한다.

공중충돌방지장치(Traffic Collision Avoidance System, TCAS, Airborne Collision Avoidance System, ACAS)는 항공기의 공중충돌을 방지하기 위하여 지상 항공 관제 시스템과는 독립적으로 항공기의 주위를 트랜스폰더를 통해 감시하여 알려 주는 충돌 방지 시스템이다. 국제민간항공기구(ICAO)에서는 5700 kg 이상 또는 객석수 19석 이상의 모든 항공기에 장착하도록 의무화하였다. 현재 사용하고 있는 글래스칵핏(Glass Cockpit) 항공기에는 TCAS 표시기가 항법 표시기에 통합되어 있으며, 구형 글래스 칵핏이나 기계식 계기를 사용하는 항공편에는 기계식 수직 속도계 대신 TCAS 표시기를 사용하기도 한다.

## 역사
1950년대부터 충돌 방지 장치를 연구하기 시작하였다. ICAO 및 미국 연방 항공국(FAA)는 공중 충돌로 인한 여러 인명 피해가 생긴 이후 연구를 가속하였다.
- 1956년 미국 그랜드 캐년 공중 충돌
- 1960년 미국 뉴욕 공중 충돌
- 1976년 유고슬라비아 자그레브 공중 충돌
- 1978년 퍼시픽 사우스웨스트 항공(PSA) 182편 사고. 보잉 727과 세스너 172 충돌.
- 1986년 에어로맥시코 항공 498 사고. 이 사고 이후 미국 의회에서 관련 규정을 신속히 신설하여 충돌 방지 장치를 의무화했다.
- 1994년 모든 민항기 탑재 의무화.

시스템은 항공기용 트랜스폰더의 출현으로 시작된다. 이것은 BCAS(Beacon Collison Avoidance System)이라고 하며, 비콘(Beacon)은 ATCRBS의 트랜스폰더이었다. 새로운 트랜스폰더인 Mode S가 개발되어 활용되었다. TCAS는 공중에서 상호 질문과 트랜스폰더를 통해 충돌 가능성이 있는 물체를 결정한다. 거리, 트랙, 고도, 속도를 측정(TCAS에서는 속도를 변화율("range rate")라고 한다)하여 계산한다. 충돌 가능성이 있는 항공기를 찾는 항공기를 자신("own") 항공기라고 하며, 충돌 가능성이 있는 다른 항공기를 근접("proximate") 항공기라고 한다.
TTP에 의해서 TCAS 성능을 평가하였다.

## 기본 운용 방법
트랜스폰더(Transponder)를 구비한 모든 항공기 간에 통신이 행해지는 것이 필요하다. TCAS를 탑재한 각 항공기는, 정해진 범위내에 있는 다른 모든 항공기에 1030 MHz 주파수로 "문의"를 수행하며 다른 모든 항공기는 1090MHz 주파수로 응답한다. 이 문의와 응답의 반복은 매초 몇 차례 행해진다.
이러한 지속적인 통신 교류를 통해서 주변 공역에 존재하는 잠재 충돌 위협 항공기(CPA, Closest Point of Approach)에 대한 시간을 계산하는데 상대 항공기의 위치, 고도, 속도에 의한 접근율(Closure rate)을 거리로 나눈 것이다. 이때 시간 값이 주 경고용 파라미터이다.
단, TCAS와 유사기종과 통신 대화할 수 있는 것은, 정상적으로 동작하고 있는 트랜스폰더를 장착한 항공기뿐인 것에 주의하지 않으면 안 된다.
모드 C 탑재 항공기 감시 문제는 동기/비동기 혼합 및 지상으로부터 반사되어온 다중경로(Multipath) 신호가 발생한다.

## ADS와 관계
적합한 트랜스폰더를 탑재한 항공기에서는 식별자, 현재 위치, 고도, 대기속도와 같은 정보를 포함한 방송형자동종속감시(Automatic Dependent Surveillance-Broadcast : ADS-B)신호가 송신된다. 이 신호는 TCAS의 응답과 같이 1090MHz 주파수로 송신되어 ADS-B 메시지를 처리할 수 있다. ADS-B 메시지를 처리할 수 있는 TCAS 장치는 통상 TCAS 메시지와 함께 ADS-B 메시지를 사용하고, 예측 능력과 상황 표시의 강화가 가능해진다. 이 방법을 「하이브리드 감시」라고 불리고 있다.
능동형 TCAS가 감시할 수 있는 범위는 40 해리인 점을 비교해 보면 ADS-B는 약 100 해리 이상의 원거리로부터 수동적으로 수신할 수 있다고 하는 것뿐만이 아니라, ADS-B 메시지에는 추가 정보(대기속도등)가 포함되어 있는 것으로 예측 능력이 향상된다. ADS-B 메시지 안에 있는 식별 정보는 조정석에 있는 전시기에서 다른 항공기에 식별자를 붙이기 위해서 사용하거나 상황인식을 개선할 수 있다. 하이브리드 감시를 사용했을 경우에서도 TCAS 의 기본적인 충돌방지 기능에는 변화는 없다.

## 종류

### TCAS I
1987년 3월 실용 TCAS I 시스템용 기술개발이 MOPS(현재 버전은 DO-185A)를 발간함으로써 완성되었다. 1989년 1월 10 ~ 30석 상업용 항공기에 의무적으로 시스템 탑재를 1995년 2월까지 규정하였다.
최초로 사용된 TCAS 기술이다. 가격은 저렴하지만 TCAS II보다 수준은 떨어진다. 현재 항공기 주변 약 40마일까지 교통 정보를 감시하고, 다른 항공기에 대한 상대적인 위치와 고도 정보를 제공한다. 근접 경보 기능은 장착되어 있으나, 단지 경보를 알리기만 할 뿐("traffic, traffic") 조종사에게 회피 방법을 제시하지 않는다. 조종사는 관제실과 통신하여 회피 방법을 안내받아야 한다. 위험 상황에서 벗어나면 "clear of conflict"라는 안내가 나온다.

### TCAS II
1998년 1월 Piedmot 항공사의 B-727 항공기에 탑재한 시제품 평가가 완료되었다.
양산품으로 Bedix King사 제품이 UAL B737 항공기와 DC-8 항공기에 탑재되었고, Honeywell사 제품은 Northwest 항공사 MD-80 항공기에 장착 운용 중에 있다.
항공사와 조종사 모두 안전성과 효용성이 있다고 보고하고 있다.
FAA는 1993년 12월까지 30석 이상 민항공기에는 의무적으로 장착하도록 규정하였다.
현재 사용되고 있는 TCAS 기술로, 대다수 상용 항공기에 탑재되어 있다. TCAS I의 모든 기능을 지원하며, 조종사에게 음성으로 현재 상황을 지시한다. 즉시 대처 및 위험 예방 기능이 있다. 즉시 대처해야 할 경우에는 "descend, descend"(강하하라) 또는 "climb, climb"(상승하라)와 같은 음성 안내가 나오며, 조종사에게 고도 변경을 지시한다. 위험 예방 시에는 조종사가 현재의 고도를 벗어나지 않도록 "monitor vertical speed"(수직 속도를 감시하라)와 같은 음성 안내가 나온다. TCAS 탑재 항공기끼리는 서로 충돌하지 않도록 사전에 교신이 이루어지며, 한 쪽 항공기에 강하 지시가 내려지면 다른 쪽에는 상승 지시를 내려서 두 항공기 간의 간격을 넓힌다.
유로컨트롤의 통계에 의하면 TCAS II 7.0을 탑재한 항공기 간의 공중 충돌 확률은 3년에 1번 정도이다. TCAS II 7.1은 이를 4배로 줄이는 것을 목표로 한다.

### TCAS II 7.0
TCAS II가 탑재된 소프트웨어 버전 7은 ICAO the Standards and Recommended Practices(SARPs) 규정에 유일하게 적합하다.
2003년 ICAO에 의해서 국가나 지역에서 반드시 수용하는 것으로 정해진 것이다.
충돌방지 알고리즘을 크게 개선한 것으로 음성 경고, RA 시현, RA에 대한 비정상 반응을 최소화하기 위한 조종사 교육 프로그램이 포함되어 있다.

### TCAS III
TCAS III는 차세대 충돌 방지 기술로 현재 개발이 진행 중이다. TCAS II를 기술적으로 개선하였고, 다른 항공 교통 정보 및 수평 이동으로 충돌을 회피하는 기능이 추가될 예정이다. 예를 들어 두 항공기가 정면으로 접근할 때 한 쪽에는 "turn right, climb" (우선회 상승), 다른 쪽에는 "turn right, descend" (우선회 하강) 지시를 내릴 수 있다. 이렇게 하면 두 항공기 간 거리를 수직 및 수평으로 더 넓힐 수 있다. 현재 TCAS III 개발은 잠시 중단되었고 재개 일정은 없다.

## 현재 상황
가끔씩 거짓 경보를 울리기도 하지만, 모든 조종사는 TCAS 경보를 실제 경보로 간주하고 즉시 대응하라고 교육받는다. TCAS보다 더 위급한 경보는 속도 감소 및 대지접근 경고장치(GPWS) 메시지이다. 미국 연방 항공국 및 여러 국가의 항공 규칙은 TCAS-RA와 항공 관제실(ATC)의 지시가 서로 어긋날 때는 TCAS-RA의 메시지가 높은 우선 순위를 갖는다고 규정하였다. 항공 관제실보다는 TCAS의 정보가 더 정확하고 자세하기 때문이다. 한 쪽이 TCAS의 지시를 따르고 다른 쪽이 관제실의 지시를 따르면 위버링겐 상공 공중 충돌과 같은 사고가 일어난다. 양쪽 항공기 모두에 TCAS II 버전 7이 탑재되어 있으나, 한 쪽은 TCAS를 따랐고 다른 쪽은 관제실을 따라서 서로 충돌한 사고이다. TCAS II 버전 7.1은 이런 상황을 개선하기 위하여 한 쪽만 TCAS의 지시를 따르는 경우 그 지시를 뒤집는 기능이 추가될 예정이다.
TCAS II 7.1은 2009~2011년 탑재를 목표로 하고 있으나, 2014년까지 목표 기간이 연장되었다. FAA와 EASA는 TCAS 7.1의 기술 사양서를 발행하였다. ICAO는 2014년 1월 1일까지 신조 항공기에, 2017년 1월 1일까지 기존 항공기에 TCAS II 7.1을 탑재할 것을 권고하였다. EASA는 유럽 영공에 진입하는 항공기에 대하여 2012년 3월 1일까지 신조 항공기, 2015년 12월 1일까지 기존 항공기에 TCAS II 7.1 탑재를 의무화할 예정이다. TCAS 제작사들은 2010년 경에 TCAS II 7.1을 인증받았다.

## 제작 업체
- Honeywell
- Rockwell Coollins

## 같이 보기
- 대지접근 경보장치